# Czarownik (ptak)
Czarownik (Seleucidis melanoleucus) – gatunek średniej wielkości ptaka z rodziny cudowronek (Paradisaeidae), jedyny przedstawiciel rodzaju Seleucidis. Występuje endemicznie na Nowej Gwinei. Niezagrożony wyginięciem.

## Taksonomia
Gatunek opisał po raz pierwszy François Marie Daudin w roku 1800 pod nazwą Paradisea melanoleuca. Jako miejsce zebrania holotypu wskazał „Waigiou”, jednak było to błędne oznaczenie i chodziło o półwysep Vogelkop lub wyspę Salawati. Odnotowano międzyrodzajową hybrydyzację z ozdobnikiem wspaniałym (Ptiloris magnificus) oraz cudowronką mniejszą (Paradisaea minor). Wyróżnia się dwa podgatunki.

## Podgatunki i zasięg występowania
Wyróżniono następujące podgatunki:
- S. m. melanoleucus (Daudin, 1800), występujący w zachodniej, południowej i wschodniej Nowej Gwinei oraz na wyspie Salawati;
- S. m. auripennis Schluter, 1911, którego stanowiska odnotowano w północnej Nowej Gwinei, od rzeki Mamberamo po Ramu.

Międzynarodowy Komitet Ornitologiczny uznaje czarownika za gatunek monotypowy.

## Środowisko
Środowiskiem życia czarownika są nizinne lasy deszczowe, zwłaszcza te, które są okresowo lub stale zalane, z obecnością pandanów (Pandanus) oraz sagownic (Metroxylon). Czarownik obecny jest do 180 m n.p.m.

## Morfologia
Występuje wyraźny dymorfizm płciowy. Samce mierzą 33 cm długości, zaś ich masa ciała wynosi 170–217 g. Długość ciała samic to około 35 cm, zaś masa ciała waha się między 160 a 188 g. U samca podgatunku nominatywnego cała głowa jednolicie czarna z miedziano-zielonym połyskiem, zaś na wierzchu głowy fioletowym. Wierzch ciała, w tym pokrywy skrzydłowe jednolicie czarne z zielonomiedzianym połyskiem. Pokrywy skrzydłowe duże, skrzydełko, lotki II i III rzędu i pokrywy nadogonowe opalizująco granatowe lub fioletowe, miejscami barwy magenty, a lotki I rzędu czarne. Broda, gardło i pierś czarne z miedzianozielonym połyskiem. Pióra odgradzające dolny obszar piersi od dalszej części spodu ciała szmaragdowozielone, opalizujące. Dalsza część spodu ciała jednolicie żółta. Na każdym boku znajduje się 6 piór o wyglądzie podobnym do drutu – tworzą je znacznie wydłużone stosiny, w połowie długości zagięte do góry. Stąd angielska nazwa czarownika, „Twelve-wired Bird-of-paradise”. Tęczówka intensywnie krwistoczerwona. Za okiem obecny pas nagiej skóry, jednak nie wyróżnia się. Skóra w kącie dzioba niebieskozielona. Nogi różowe.
Samica mniejsza od samca, jednak jej ogon jest dłuższy. Górna połowa głowy i tył szyi wraz z karkiem smoliście czarne ze słabym fioletowym połyskiem. Pozostała część wierzchu ciała włącznie ze skrzydłami kasztanowobrązowa. Spód ciała białawy, pokryty ciemnymi prążkami. Nogi i stopy różowe. Osobniki podgatunku auripennis cechują mniejsze wymiary, zwłaszcza dzioba (patrz: tabela), ponadto samice mają gęściejsze prążki na spodzie ciała.
Uśrednione wymiary podane w mm, jeśli nie zaznaczono inaczej, przedstawia poniższa tabela.
| Osobnik              | Długość skrzydła | Długość ogona | Długość skoku | Długość czaszki | Długość dzioba | Szerokość dzioba | Masa ciała (g) |
| -------------------- | ---------------- | ------------- | ------------- | --------------- | -------------- | ---------------- | -------------- |
| ♂ S. m. melanoleucus | 177              | 71            | 41            | 102             | 71             | 7,4              | 205            |
| ♀ S. m. melanoleucus | 165              | 108           | 38            | 92,8            | 64,5           | 7,5              | 187            |
| ♂ S. m. auripennis   | 168              | 65            | 39,3          | 95,5            | 65,3           | 6,8              | 189            |
| ♀ S. m. auripennis   | 158              | 99            | 36,5          | 88,8            | 60,5           | 7,1              | 161            |

## Głos

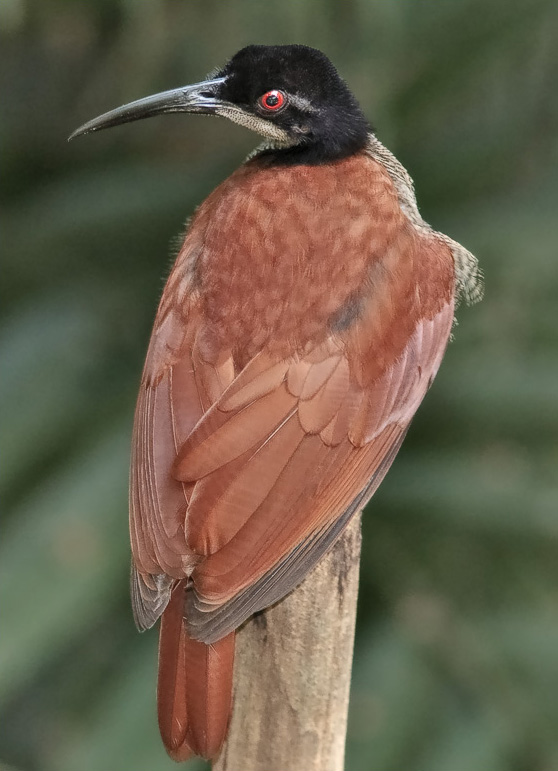
Samica

U samca, w okresie toków, występują dwa głosy. Kiedy odzywa się, podnosi skrzydła ukazując żółte boki. Pierwszy głos to gardłowe, nosowe i zawodzące (dosłownie lamentujące) harnhr hahn lub hahng. Wydaje z siebie również serie 3–8 hahr-haw haw haw, zapisywanych przez różnych autorów jako ca'h, wah, wau, wauk lub oww; pierwszy dźwięk najwyższy, potem następuje przerwa, a kolejne dźwięki wydawane są gwałtownie. Kiedy samica przybywa, samiec odzywa się wyższym, jękliwym, natarczywym, nosowym twang hahng-hahng-hahng-hahng-hahng. Prócz tego wydaje z siebie dźwięki podobne jak ptaki z rodzaju Paradisaea, bełkoczące koi-koi koi koi koi. Wydawanie donośnego głosu wabiącego umożliwia czarownikowi elastyczny odcinek tchawicy.

## Pożywienie
Czarownik żywi się owocami, w szczególności pandanów. Prócz tego zjada pokarm zwierzęcy, głównie stawonogi, ale i małe żaby i jaszczurki, oraz nektar. Zdaje się, że zjada tyle samo owoców co innego pokarmu. W trakcie żerowania zwinny, zwisa głową w dół, przeszukując dziury w gałęziach. Przyłącza się do stad mieszanych innych cudowronek oraz fletowców – Pitohui (wilgowate). Bardzo płochliwy.

## Lęgi
Okres lęgowy trwa od końca stycznia do końca października lub początku listopada (w okolicach Port Moresby). U samców jądra są powiększone od stycznia do lutego i od czerwca do grudnia. Gatunek poligyniczny. Samce tokują na wyeksponowanej, często martwej, gałęzi. Samce badane w okolicach Nomad River (dopływ Strickland) i Kakoro rozmieszczone były średnio co 730 m od siebie. Popisy obejmują krzyżowanie się dziobem z samicą, unoszenie żółtych piór na bokach (ptak zdaje się być głównie żółty) oraz eksponowanie tych wydłużonych, rozwieranie dzioba (gaping) – ukazuje niebieskozieloną plamę, dotykanie głowy samicy swoimi wydłużonymi piórami. Samica sama buduje gniazdo i wyprowadza lęg. Gniazdo mieści się na pandanie lub sagownicy do 14 m nad ziemią. Tworzy je płytki kubeczek osadzony na pnączach lub niepokrytych gałęziach, utworzony z kory pandanów, gałęzi i liści, a wyściełany korzonkami i włóknami roślinnymi. Zniesienie liczy 1, rzadko 2 jaja. Inkubacja w niewoli trwa 20 dni. Młode opuszczają gniazdo po 30 dniach od wyklucia.

## Status i zagrożenia
Przez Międzynarodową Unię Ochrony Przyrody gatunek klasyfikowany jest jako najmniejszej troski (LC, Least Concern) nieprzerwanie od 1988 roku. Znajduje się w załączniku CITES II. Liczebność populacji nie została oszacowana, ale ptak ten opisywany jest jako rzadki do pospolitego. Stan populacji słabo znany ze względu na trudne do badania środowisko, jednak ze względu na szeroki zasięg i preferowany typ środowiska zdaje się nie być zagrożona.